# Stolice Ukraińskiej Republiki Ludowej
Stolice Ukraińskiej Republiki Ludowej.
| Herb | Nazwa miasta         | Okres                             |
| ---- | -------------------- | --------------------------------- |
|      | Kijów                | 20 listopada 1917 – 7 lutego 1918 |
|      | Żytomierz            | 7 lutego 1918 – 13 lutego 1918    |
|      | Sarny                | 13 lutego 1918 – 24 lutego 1918   |
|      | Żytomierz            | 24 lutego 1918 – 9 marca 1918     |
|      | Kijów                | 9 marca 1918 – 5 lutego 1919      |
|      | Winnica              | 5 lutego 1919 – 6 marca 1919      |
|      | Płoskirów            | 6 marca 1919 – 22 marca 1919      |
|      | Kamieniec Podolski   | 22 marca 1919 – listopad 1920     |
|      | Równe                | kwiecień 1919 – czerwiec 1919     |
|      | Stanisławów          | kwiecień 1919 – lipiec 1919       |
|      | Tarnów (emigracyjna) | sierpień 1920 – 1922              |